# Giải BAFTA cho nữ diễn viên chính xuất sắc nhất
Giải BAFTA cho nữ diễn viên chính xuất sắc nhất là một giải BAFTA được trao hàng năm cho nữ diễn viên chính trong một phim, được bầu chọn là xuất sắc nhất trong năm.

## Các người đoạt giải và các người được đề cử
Từ năm 1952 tới năm 1967, có 2 giải riêng cho nữ diễn viên chính người Anh và nữ diễn viên chính nước ngoài. Từ năm 1968, hai giải trên được nhập thành một. Tên "Nữ diễn viên trong vai chính xuất sắc nhất" hiện hành được sử dụng từ năm 1995.

### Thập niên 1950
- 1952
  - Nữ diễn viên Anh xuất sắc nhất – Vivien Leigh – A Streetcar Named Desire
    - Ann Todd – The Sound Barrier
    - Celia Johnson – I Believe in You
    - Phyllis Calvert – Mandy

  - Nữ diễn viên nước ngoài xuất sắc nhất – Simone Signoret – Golden Helmet
    - Nicole Stéphane – Les Enfants terribles
    - Judy Holliday – The Marrying Kind
    - Edwige Feuillère – Olivia
    - Katharine Hepburn – Pat and Mike
- 1953 
  - Nữ diễn viên Anh xuất sắc nhất – Audrey Hepburn – Roman Holiday
    - Celia Johnson – The Captain's Paradise

  - Nữ diễn viên nước ngoài xuất sắc nhất – Leslie Caron – Lili
    - Shirley Booth – Come Back, Little Sheba
    - Maria Schell – The Heart of the Matter
    - Mala Powers – The Medium
- 1954 
  - Nữ diễn viên Anh xuất sắc nhất – Yvonne Mitchell – The Divided Heart
    - Brenda De Banzie – Hobson's Choice
    - Audrey Hepburn – Sabrina Fair
    - Margaret Leighton – Carrington V.C.
    - Noelle Middleton – Carrington V.C.

  - Nữ diễn viên nước ngoài xuất sắc nhất – Cornell Borchers  – The Divided Heart
    - Shirley Booth – About Mrs. Leslie
    - Grace Kelly – Dial M for Murder
    - Gina Lollobrigida – Bread, Love and Dreams
    - Judy Holliday – Phffft!
- 1955
  - Nữ diễn viên Anh xuất sắc nhất – Katie Johnson – The Ladykillers
    - Deborah Kerr – The End of the Affair
    - Margaret Johnson – Touch and Go

  - Nữ diễn viên nước ngoài xuất sắc nhất – Betsy Blair – Marty
    - Dorothy Dandridge – Carmen Jones
    - Judy Garland – A Star Is Born
    - Julie Harris – I Am a Camera
    - Katharine Hepburn – Summertime
    - Grace Kelly – The Country Girl
    - Giulietta Masina – The Road
    - Marilyn Monroe – The Seven Year Itch
- 1956
  - Nữ diễn viên Anh xuất sắc nhất – Virginia McKenna – A Town Like Alice
    - Dorothy Alison – Reach for the Sky
    - Audrey Hepburn – War and Peace

  - Nữ diễn viên nước ngoài xuất sắc nhất – Anna Magnani – The Rose Tattoo
    - Carroll Baker – Baby Doll
    - Ava Gardner – Bhowani Junction
    - Maria Schell – Gervaise
    - Jean Simmons – Guys and Dolls
    - Susan Hayward – I'll Cry Tomorrow
    - Kim Novak – Picnic
    - Marisa Pavan – The Rose Tattoo
    - Eva Dahlbeck – Sommarnattens leende
    - Shirley MacLaine – The Trouble with Harry
- 1957
  - Nữ diễn viên Anh xuất sắc nhất – Heather Sears – The Story of Esther Costello
    - Deborah Kerr – Tea and Sympathy
    - Sylvia Syms – Woman in a Dressing Gown

  - Nữ diễn viên nước ngoài xuất sắc nhất – Simone Signoret – The Witches of Salem
    - Augusta Dabney – No Down Payment
    - Augusta Dabney – That Night!
    - Katharine Hepburn – The Rainmaker
    - Marilyn Monroe – The Prince and the Showgirl
    - Lilli Palmer – Anastasia: Die letzte Zarentochter
    - Eva Marie Saint – A Hatful of Rain
    - Joanne Woodward – The Three Faces of Eve
- 1958
  - Nữ diễn viên Anh xuất sắc nhất – Irene Worth – Orders to Kill
    - Virginia McKenna – Carve Her Name with Pride
    - Hermione Baddeley – Room at the Top

  - Nữ diễn viên nước ngoài xuất sắc nhất – Simone Signoret – Room at the Top
    - Karuna Bannerjee – The Unvanquished
    - Elizabeth Taylor – Cat on a Hot Tin Roof
    - Ingrid Bergman – The Inn of the Sixth Happiness
    - Tatyana Samojlova – The Cranes Are Flying
    - Joanne Woodward – No Down Payment
    - Giulietta Masina – Nights of Cabiria
    - Anna Magnani – Wild Is the Wind
- 1959
  - Nữ diễn viên Anh xuất sắc nhất – Audrey Hepburn – The Nun's Story
    - Kay Walsh – The Horse's Mouth
    - Sylvia Syms – No Trees in the Street
    - Peggy Ashcroft – The Nun's Story
    - Yvonne Mitchell – Sapphire

  - Nữ diễn viên nước ngoài xuất sắc nhất – Shirley MacLaine – Ask Any Girl
    - Rosalind Russell – Auntie Mame
    - Susan Hayward – I Want to Live!
    - Ava Gardner – On the Beach
    - Ellie Lambeti – To Telefteo psemma

### Thập niên 1960
- 1960
  - Nữ diễn viên Anh xuất sắc nhất – Rachel Roberts – Saturday Night and Sunday Morning
    - Hayley Mills – Pollyanna
    - Wendy Hiller – Sons and Lovers

  - Nữ diễn viên nước ngoài xuất sắc nhất – Shirley MacLaine – The Apartment
    - Pier Angeli – The Angry Silence
    - Monica Vitti – The Adventure
    - Jean Simmons – Elmer Gantry
    - Emmanuelle Riva – Hiroshima Mon Amour
    - Melina Mercouri – Never on Sunday
- 1961
  - Nữ diễn viên Anh xuất sắc nhất – Dora Bryan – A Taste of Honey
    - Deborah Kerr – The Sundowners
    - Hayley Mills – Whistle Down the Wind

  - Nữ diễn viên nước ngoài xuất sắc nhất – Sophia Loren – Two Women
    - Piper Laurie – The Hustler
    - Claudia McNeil – A Raisin in the Sun
    - Annie Girardot – Rocco and His Brothers
    - Jean Seberg – Breathless
- 1962
  - Nữ diễn viên Anh xuất sắc nhất – Leslie Caron – The L-Shaped Room
    - Janet Munro – Life for Ruth
    - Virginia Maskell – The Wild and the Willing

  - Nữ diễn viên nước ngoài xuất sắc nhất – Anne Bancroft – The Miracle Worker
    - Jeanne Moreau – Jules and Jim
    - Anouk Aimée – Lola
    - Melina Mercouri – Phaedra
    - Natalie Wood – Splendor in the Grass
    - Geraldine Page – Sweet Bird of Youth
    - Harriet Andersson – Såsom i en spegel
- 1963
  - Nữ diễn viên Anh xuất sắc nhất – Rachel Roberts – This Sporting Life
    - Julie Christie – Billy Liar
    - Sarah Miles – The Servant
    - Barbara Windsor – Sparrers Can't Sing
    - Edith Evans – Tom Jones

  - Nữ diễn viên nước ngoài xuất sắc nhất – Patricia Neal – Hud
    - Lee Remick – Days of Wine and Roses
    - Daniela Rocca – Divorce, Italian Style
    - Joan Crawford – What Ever Happened to Baby Jane?
    - Bette Davis – What Ever Happened to Baby Jane?
- 1964
  - Nữ diễn viên Anh xuất sắc nhất – Audrey Hepburn – Charade
    - Julie Andrews – Mary Poppins
    - Edith Evans – The Chalk Garden
    - Deborah Kerr – The Chalk Garden
    - Rita Tushingham – Girl with Green Eyes

  - Nữ diễn viên nước ngoài xuất sắc nhất – Anne Bancroft – The Pumpkin Eater
    - Ava Gardner – The Night of the Iguana
    - Shirley MacLaine – Irma la Douce
    - Shirley MacLaine – What a Way to Go!
    - Kim Stanley – Séance on a Wet Afternoon
- 1965
  - Nữ diễn viên Anh xuất sắc nhất – Julie Christie – Darling
    - Julie Andrews – The Americanization of Emily
    - Julie Andrews – The Sound of Music
    - Maggie Smith – Young Cassidy
    - Rita Tushingham – The Knack …and How to Get It

  - Nữ diễn viên nước ngoài xuất sắc nhất – Patricia Neal – In Harm's Way
    - Lila Kedrova – Zorba the Greek
    - Simone Signoret – Ship of Fools
- 1966
  - Nữ diễn viên Anh xuất sắc nhất – Elizabeth Taylor – Who's Afraid of Virginia Woolf?
    - Julie Christie – Doctor Zhivago
    - Julie Christie – Fahrenheit 451
    - Lynn Redgrave – Georgy Girl
    - Vanessa Redgrave – Morgan: A Suitable Case for Treatment

  - Nữ diễn viên nước ngoài xuất sắc nhất – Jeanne Moreau – Viva Maria!
    - Brigitte Bardot – Viva Maria!
    - Joan Hackett – The Group
- 1967
  - Nữ diễn viên Anh xuất sắc nhất – Edith Evans – The Whisperers
    - Barbara Jefford – Ulysses
    - Elizabeth Taylor – The Taming of the Shrew

  - Nữ diễn viên nước ngoài xuất sắc nhất – Anouk Aimée – A Man and a Woman
    - Bibi Andersson – Persona
    - Bibi Andersson – Syskonbädd 1782
    - Jane Fonda – Barefoot in the Park
    - Simone Signoret – The Deadly Affair
- 1968 – Katharine Hepburn – Guess Who's Coming to Dinner và The Lion in Winter
  - Catherine Deneuve – Belle de jour
  - Anne Bancroft – The Graduate
  - Joanne Woodward – Rachel, Rachel
- 1969 – Maggie Smith – The Prime of Miss Jean Brodie
  - Mia Farrow – John and Mary
  - Mia Farrow – Rosemary's Baby
  - Mia Farrow – Secret Ceremony
  - Glenda Jackson – Women in Love
  - Barbra Streisand – Funny Girl
  - Barbra Streisand – Hello, Dolly!
  - Mary Wimbush – Oh! What a Lovely War

### Thập niên 1970
- 1970 – Katharine Ross – Butch Cassidy and the Sundance Kid và Tell Them Willie Boy Is Here
  - Jane Fonda – They Shoot Horses, Don't They?
  - Goldie Hawn – Cactus Flower
  - Goldie Hawn – There's a Girl in My Soup
  - Sarah Miles – Ryan's Daughter
- 1971 – Glenda Jackson – Sunday Bloody Sunday
  - Lynn Carlin – Taking Off
  - Julie Christie – The Go-Between
  - Jane Fonda – Klute
  - Nanette Newman – The Raging Moon
- 1972 – Liza Minnelli – Cabaret
  - Stéphane Audran – The Butcher
  - Anne Bancroft – Young Winston
  - Dorothy Tutin – Savage Messiah
- 1973 – Stéphane Audran – The Discreet Charm of the Bourgeoisie và Just Before Nightfall
  - Julie Christie – Don't Look Now
  - Glenda Jackson – A Touch of Class
  - Diana Ross – Lady Sings the Blues
  - Ingrid Thulin – Viskningar och rop
- 1974 – Joanne Woodward – Summer Wishes, Winter Dreams
  - Faye Dunaway – Chinatown
  - Barbra Streisand – The Way We Were
  - Liv Ullmann – Summer Wishes, Winter Dreams
- 1975 – Ellen Burstyn – Alice Doesn't Live Here Anymore
  - Anne Bancroft – The Prisoner of Second Avenue
  - Valerie Perrine – Lenny
  - Liv Ullmann – Scener ur ett äktenskap
- 1976 – Louise Fletcher – One Flew Over the Cuckoo's Nest
  - Lauren Bacall – The Shootist
  - Rita Moreno – The Ritz
  - Liv Ullmann – Ansikte mot ansikte
- 1977 – Diane Keaton – Annie Hall
  - Faye Dunaway – Network
  - Shelley Duvall – 3 Women
  - Lily Tomlin – The Late Show
- 1978 – Jane Fonda – Julia
  - Anne Bancroft – The Turning Point
  - Jill Clayburgh – An Unmarried Woman
  - Marsha Mason – The Goodbye Girl
- 1979 – Jane Fonda – The China Syndrome
  - Diane Keaton – Manhattan
  - Maggie Smith – California Suite
  - Meryl Streep – The Deer Hunter

### Thập niên 1980
- 1980 – Judy Davis – My Brilliant Career
  - Shirley MacLaine – Being There
  - Bette Midler – The Rose
  - Meryl Streep – Kramer vs. Kramer
- 1981 – Meryl Streep – The French Lieutenant's Woman
  - Mary Tyler Moore – Ordinary People
  - Maggie Smith – Quartet
  - Sissy Spacek – Coal Miner's Daughter
- 1982 – Katharine Hepburn – On Golden Pond
  - Diane Keaton – Reds
  - Jennifer Kendal – 36 Chowringhee Lane
  - Sissy Spacek – Missing
- 1983 – Julie Walters – Educating Rita
  - Jessica Lange – Tootsie
  - Phyllis Logan – Another Time, Another Place
  - Meryl Streep – Sophie's Choice
- 1984 – Maggie Smith – A Private Function
  - Shirley MacLaine – Terms of Endearment
  - Helen Mirren – Cal
  - Meryl Streep – Silkwood
- 1985 – Peggy Ashcroft – A Passage to India
  - Mia Farrow – The Purple Rose of Cairo
  - Kelly McGillis – Witness
  - Alexandra Pigg – Letter to Brezhnev
- 1986 – Maggie Smith – A Room with a View
  - Mia Farrow – Hannah and Her Sisters
  - Meryl Streep – Out of Africa
  - Cathy Tyson – Mona Lisa
- 1987 – Anne Bancroft – 84 Charing Cross Road
  - Emily Lloyd – Wish You Were Here
  - Sarah Miles – Hope and Glory
  - Julie Walters – Personal Services
- 1988 – Maggie Smith – The Lonely Passion of Judith Hearne
  - Stéphane Audran – Babettes gæstebud
  - Cher – Moonstruck
  - Jamie Lee Curtis – A Fish Called Wanda
- 1989 – Pauline Collins – Shirley Valentine
  - Glenn Close – Dangerous Liaisons
  - Jodie Foster – The Accused
  - Melanie Griffith – Working Girl

### Thập niên 1990
- 1990 – Jessica Tandy – Driving Miss Daisy
  - Shirley MacLaine – Postcards from the Edge
  - Michelle Pfeiffer – The Fabulous Baker Boys
  - Julia Roberts – Pretty Woman
- 1991 – Jodie Foster – The Silence of the Lambs
  - Geena Davis – Thelma & Louise
  - Susan Sarandon – Thelma & Louise
  - Juliet Stevenson – Truly, Madly, Deeply
- 1992 – Emma Thompson – Howards End
  - Judy Davis – Husbands and Wives
  - Tara Morice – Strictly Ballroom
  - Jessica Tandy – Fried Green Tomatoes
- 1993 – Holly Hunter – The Piano
  - Miranda Richardson – Tom & Viv
  - Emma Thompson – The Remains of the Day
  - Debra Winger – Shadowlands
- 1994 – Susan Sarandon – The Client
  - Linda Fiorentino – The Last Seduction
  - Irène Jacob – Three Colors: Red (Trois couleurs: Rouge)
  - Uma Thurman – Pulp Fiction
- 1995 – Emma Thompson – Sense and Sensibility
  - Nicole Kidman – To Die For
  - Helen Mirren – The Madness of King George
  - Elisabeth Shue – Leaving Las Vegas
- 1996 – Brenda Blethyn – Secrets & Lies
  - Frances McDormand – Fargo
  - Kristin Scott Thomas – The English Patient
  - Emily Watson – Breaking the Waves
- 1997 – Judi Dench – Mrs. Brown
  - Kim Basinger – L.A. Confidential
  - Kathy Burke – Nil by Mouth
  - Helena Bonham Carter – The Wings of the Dove
- 1998 – Cate Blanchett – Elizabeth
  - Jane Horrocks – Little Voice
  - Gwyneth Paltrow – Shakespeare in Love
  - Emily Watson – Hilary and Jackie
- 1999 – Annette Bening – American Beauty
  - Linda Bassett – East is East
  - Julianne Moore – The End of the Affair
  - Emily Watson – Angela's Ashes

### Thập niên 2000
- 2000 – Julia Roberts – Erin Brockovich
  - Juliette Binoche – Chocolat
  - Kate Hudson – Almost Famous
  - Hilary Swank – Boys Don't Cry
  - Dương Tử Quỳnh – Ngọa hổ, tàng long
- 2001 – Judi Dench – Iris
  - Nicole Kidman – The Others
  - Sissy Spacek – In the Bedroom
  - Audrey Tautou – Amélie (Le fabuleux destin d'Amélie Poulain)
  - Renée Zellweger – Bridget Jones's Diary
- 2002 – Nicole Kidman – The Hours
  - Halle Berry – Monster's Ball
  - Salma Hayek – Frida
  - Meryl Streep – The Hours
  - Renée Zellweger – Chicago
- 2003 – Scarlett Johansson – Lost in Translation
  - Scarlett Johansson – Girl with a Pearl Earring
  - Anne Reid – The Mother
  - Uma Thurman – Kill Bill: Vol. 1
  - Naomi Watts – 21 Grams
- 2004 – Imelda Staunton – Vera Drake
  - Charlize Theron – Monster
  - Kate Winslet – Eternal Sunshine of the Spotless Mind
  - Kate Winslet – Finding Neverland
  - Chương Tử Di – Thập diện mai phục
- 2005 – Reese Witherspoon – Walk the Line
  - Judi Dench – Mrs Henderson Presents
  - Charlize Theron – North Country
  - Rachel Weisz – The Constant Gardener
  - Chương Tử Di – Hồi ức của một gisha
- 2006 – Helen Mirren – The Queen
  - Penélope Cruz – To Return (Volver)
  - Judi Dench – Notes on a Scandal
  - Meryl Streep – The Devil Wears Prada
  - Kate Winslet – Little Children
- 2007 – Marion Cotillard – La Vie en Rose (La môme)
  - Cate Blanchett – Elizabeth: The Golden Age
  - Julie Christie – Away From Her
  - Keira Knightley – Atonement
  - Ellen Page – Juno
- 2008 – Kate Winslet – The Reader
  - Angelina Jolie – Changeling
  - Kristin Scott Thomas – I've Loved You So Long (Il y a longtemps que je t'aime)
  - Meryl Streep – Doubt
  - Kate Winslet – Revolutionary Road
- 2009 – Carey Mulligan – An Education vai Jenny Mellor
  - Saoirse Ronan – The Lovely Bones
  - Gabourey Sidibe – Precious: dựa trên tiểu thuyết "Push" của Sapphire
  - Meryl Streep – Julie & Julia
  - Audrey Tautou – Coco Before Chanel

### Thập niên 2010
| Năm                        | Nữ diễn viên                    | Phim                              | Vai diễn |
| -------------------------- | ------------------------------- | --------------------------------- | -------- |
| 2010 Giải BAFTA lần thứ 64 |                                 |                                   |          |
| Natalie Portman            | Black Swan                      | Nina Sayers †                     |          |
| Annette Bening             | The Kids Are All Right          | Nic ‡                             |          |
| Julianne Moore             | The Kids Are All Right          | Jules                             |          |
| Noomi Rapace               | The Girl with the Dragon Tattoo | Lisbeth Salander                  |          |
| Hailee Steinfeld           | True Grit                       | Mattie Ross ‡                     |          |
| 2011 Giải BAFTA lần thứ 65 |                                 |                                   |          |
| Meryl Streep               | The Iron Lady                   | Margaret Thatcher †               |          |
| Bérénice Bejo              | The Artist                      | Peppy Miller ‡                    |          |
| Viola Davis                | The Help                        | Aibleen Clark ‡                   |          |
| Tilda Swinton              | We Need to Talk About Kevin     | Eva Katchadourian                 |          |
| Michelle Williams          | My Week with Marilyn            | Marilyn Monroe ‡                  |          |
| 2012 Giải BAFTA lần thứ 66 |                                 |                                   |          |
| Emmanuelle Riva            | Amour                           | Anne Laurent ‡                    |          |
| Jessica Chastain           | Zero Dark Thirty                | Maya ‡                            |          |
| Marion Cotillard           | Rust and Bone                   | Stéphanie                         |          |
| Jennifer Lawrence          | Silver Linings Playbook         | Tiffany Maxwell †                 |          |
| Helen Mirren               | Hitchcock                       | Alma Reville Hitchcock            |          |
| 2013 Giải BAFTA lần thứ 67 |                                 |                                   |          |
| Cate Blanchett             | Blue Jasmine                    | Jeanette "Jasmine" Francis †      |          |
| Amy Adams                  | American Hustle                 | Sydney Prosser / Edith Greensly ‡ |          |
| Sandra Bullock             | Gravity                         | Ryan Stone ‡                      |          |
| Judi Dench                 | Philomena                       | Philomena Lee ‡                   |          |
| Emma Thompson              | Saving Mr. Banks                | P. L. Travers                     |          |
| 2014 Giải BAFTA lần thứ 68 |                                 |                                   |          |
| Julianne Moore             | Still Alice                     | Alice Howland ‡                   |          |
| Amy Adams                  | Big Eyes                        | Margaret Keane                    |          |
| Felicity Jones             | The Theory of Everything        | Jane Wilde Hawking ‡              |          |
| Rosamund Pike              | Gone Girl                       | Amy Elliott-Dunne ‡               |          |
| Reese Witherspoon          | Wild                            | Cheryl Strayed ‡                  |          |